# Humankind
Humankind är ett turordningsbaserat strategi 4X-datorspel av Amplitude Studios och publicerat av Sega. Spelet släpptes för Microsoft Windows, macOS och Stadia i augusti 2021.

## Spelupplevelse
Humankind är ett 4X-spel som kan jämföras med Civilization-serien. Spelare leder sin civilisation över sex stora epoker av mänsklig civilisation, startandes från nomadtiden. Spelaren styr hur civilisationen ska expandera, utvecklar städer, hanterar militär och andra typer av enheter, samt interagerar med andra civilisationer på den virtuella planeten. Planeten/kartan som spelet utspelas på är slumpmässigt genererad vid början på ett nytt spel. Ett kännetecken för Humankind är att spelaren inom var och en av epokerna väljer en av tio civilisationstyper baserade på historiska samhällen; detta urval erbjuder både bonusar och straff för hur spelaren kan bygga ut civilisationen. Eftersom en spelare kan välja olika civilisationer som mallar att bygga på, finns det potentiellt en miljon olika civilisationsmönster som en spelare kan utveckla.
Att bygga ut städer följer en liknande modell från Amplitude's Endless Legend-spel, ett kontinent i Humankind kommer att ha flera territorier, och spelaren kommer bara att kunna bygga en stad på varje territorium. Med tiden kan de utöka staden, lägga till gårdar, utvinna resurser, samt bygga täta stadsområden runt stadskärnan. Detta gör det möjligt att skapa stora metropoler inom varje territorium. Spelare kan också behöva slåss med fiendens styrkor. När detta inträffar använder spelet ett taktiskt rollspel för detaljerad uppgörelse av dessa strider, vilket ger spelaren en chans att dra nytta av terräng och speciella förmågor hos sina enheter.
Under spelet får spelarna resurser för sin civilisation, som inkluderar; mat, industri, guld, vetenskap och inflytande. Var och en av dessa kan användas för att påskynda produktionen, avancera teknik eller som handelsvaror med andra kulturer. Humankind inkluderar också berömmelse (engelska "fame"), som tjänas genom att vara den första civilisationen som upptäcker viss teknik eller genom att bygga något av världens underverk. Fame är ett beständigt mått på civilisationens relativa framgång jämfört med andra civilisationer, och kan ha inverkan på senare beslut i spelet. Till skillnad från spel som Civilization där det finns flera olika segervillkor, är seger i Humankind enbart baserat på Fame-poängen efter ett förutbestämt antal omgångar.

## Utveckling
Amplitude Studios har haft tidigare 4X-spel baserat på deras Endless science fiction-miljö, inkluderande Endless Space och Endless Legend . Studion anser att Humankind är deras magnum opus av sina tidigare titlar, och något som de har velat producera från början, med deras senaste förvärv av Sega som hjälpte till att göra Humankind möjlig.
Humankind hade antytts av Sega tidigt 2019, med spelet formellt tillkännagivet under Gamescom i augusti 2019. Spelet hade en exklusiv 7-dagars demo tillgänglig på Stadia, med start den 21 oktober 2020.
Amplitude höll perioder med öppna betatester under slutet av 2020 och början av 2021, kallade "OpenDev"-faser, vilket gav spelarna möjlighet att prova begränsade scenarier och ge feedback för att förbättra spelet.
Medan spelet var planerat för utgivning april 2021, förlängde Amplitude lanseringen till augusti 2021 för att underlätta slutlig putsning av spelet.

## Mottagande
Humankind fick "generellt gynnsamma recensioner", enligt granskningsaggregatorn Metacritic, med ett genomsnitt på 79/100.